# Cratere Maltby
Maltby è un cratere sulla superficie di Venere. È intitolato alla fisica statunitense Margaret Maltby.